# Ismaros (Sohn des Astakos)
Ismaros (altgriechisch Ἴσμαρος Ísmaros) war einer der vier Söhne des Astakos, die sich während des Krieges der Sieben gegen Theben als tapfere Krieger auszeichneten. Von Ismaros’ Hand fiel Hippomedon.